# Кіндрачук Надія Мирославівна
Надія Мирославівна Кіндрачук (нар. 15 серпня 1984, Стрільче, Івано-Франківська область) — український історик, доктор історичних наук, професор. Експерт Національного агентства із забезпечення якості вищої освіти. Основне місце роботи: Прикарпатський національний університет імені Василя Стефаника

## Біографія
Народилась 15 серпня 1984 р. в селі Стрільче, Городенківського району, Івано-Франківської області, Україна 
В 1998 р. закінчила Городенківську музичну школу, по класу фортепіано та гітари. В 2001 р. закінчила Городенківську ЗОШ І–III ст. № 1. Того ж року вступила на перший курс історичного факультету Одеського національного університету ім. І.І. Мечникова. В 2006 р. здобула кваліфікацію магістра історії. Працювала вчителем історії в ліцеї "Приморський" м. Одеси. 
З 2006 по 2009 навчалась в аспірантурі Одеського національного політехнічного університету, на кафедрі історії та етнографії України.
У 2010 р. захистила кандидатську дисертацію на тему: "Боротьба Народного Руху України за незалежність України: 1989 –1991 рр." – науковим керівником роботи виступив доктор історичних наук, професор, завідувач кафедри історії та етнографії України Одеського національного політехнічного університету Гончарук Григорій Іванович. Захист пройшов в Одеському національному університеті ім. І.І. Мечникова
У вересні 2010 р. почала викладати в Прикарпатському національному університеті ім. Василя Стефаника. 
У 2014 р. здобула вчене звання доцента.
В 2020 р. затверджена експертом Національного агентства із забезпечення якості вищої освіти (спеціальність 032 "Історія та археологія").
3 лютого 2021 р. захистила докторську дисертацію на тему: "Соціально-культурні процеси в українському етнічному середовищі УРСР (60 – 70-і рр. XX ст.): динаміка, тенденції, наслідки". Науковий консультант: Даниленко Віктор Михайлович – доктор історичних наук, професор, член-кореспондент НАН України, заслужений діяч науки і техніки України, завідувач відділу історії України другої половини XX століття Інституту історії України Національної академії наук України. Захист пройшов в Одеському національному університеті ім. І.І. Мечникова.
У 2023 р. здобула вчене звання професора
Авторка більше 100-та наукових та науково-методичних праць.

## Важливі праці
- «За Україну незалежну (Роль Народного Руху України у здобутті незалежності України: 1989 − 1991 рр.)» : монографія. Івано-Франківськ : НАІР, 2013. 208 с.
- Кіндрачук Н. М. Простір українського національного «Я»: 60-ті - 70-ті рр. XX ст. : монографія. Івано-Франківськ : НАІР, 2020. 502 с.